# Guarda Negra (Brasil)
A Guarda Negra da Redentora foi uma instituição que surgiu nos meses que se seguiram após a abolição da escravidão no Brasil, formada por ex-escravos que tinham como objetivo proteger a liberdade recém adquirida bem como o bem-estar da princesa Isabel, como um gesto de agradecimento pela libertação deles.

## História

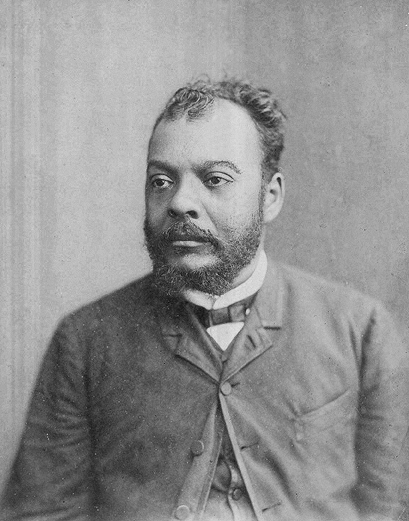
José do Patrocínio, criador da Guarda Negra.

A existência do grupo é tido por historiadores como um episódio de características únicas na história do Brasil. Segundo a pesquisadora Clícea Maria Augusto de Miranda, a Guarda Negra se revela uma grande interrogação para a historiografia uma vez que desafia os modelos interpretativos tradicionais sobre o escravismo, visto que a guarda era uma instituição formada majoritariamente por libertos, oriundos dos extratos mais subalternos da sociedade, direcionada para a proteção de D. Isabel, figura emblemática da realeza.
O embrião da sociedade se deu quando o jornal "Cidade do Rio" de José do Patrocínio publicou, em 6 de junho de 1888, um convite da “Liga dos Homens de Cor” e convidando a afiliação de recém-libertos. O mesmo periódico noticiou posteriormente que havia sido criada a “(...) associação que, com o título de Guarda Negra da Redentora, se dedicasse em corpo e alma e em todos os terrenos à defesa do reinado da excelsa senhora que os fez cidadãos.”
A instituição foi formada em 9 de julho de 1888 e dissolvida logo após a queda do império. Era composta por ex-escravos que foram libertados com a promulgação da Lei Áurea de 13 de maio de 1888. A guarda foi organizada pelo abolicionista José do Patrocínio. Não possuía uma estrutura hierárquica ou fardas. Era uma irmandade de negros gratos pela abolição e dispostos a dar a vida pela princesa Isabel. Eles se reuniam na rua da Carioca e na rua Barão de Guaratiba, no Catete - entre outros endereços. Há poucas informações bibliográficas em torno da formação e organização da Guarda Negra, sendo restrita à matérias jornalísticas da época e de republicanos que eram alvos de sua ação. De uma maneira geral são análises superficiais e esparsas. Na época, a Guarda Negra chegou a ser comparada a um bando de capoeiras a serviço do governo imperial e também de sociedade secreta.

### Teorias sobre a formação e objetivos
O chefe-geral da guarda Clarindo de Almeida disse o seguinte sobre a mesma: "O nosso fim não é levantar o homem de cor contra o branco, mas restituir ao homem de cor o direito que lhe foi roubado de intervir nos negócios públicos."
Antônio da Silva Jardim considerava a Guarda Negra uma instituição ilegal que fora criada simplesmente para assegurar a integridade de D. Pedro II e de D. Isabel, garantindo-lhes o status quo. Para ele a conivência do império com a instituição era evidenciada pelo fato de que João Alfredo Correia de Oliveira, à época primeiro-ministro do Brasil, manifestava apoio a guarda. Além disso considerava como uma de suas diretrizes a divisão de raças. Mesma impressão tinha seu colega político Medeiros e Albuquerque que tinha aversão a José do Patrocínio demonstrando certo preconceito racial ao mesmo de acordo com seus comentários.
Para Medeiros e Albuquerque a instituição era uma ideia concebida pelo Chefe de Polícia Coelho Bastos para proteção de D. Isabel contra os republicanos. Segundo ele a polícia acionava a Guarda e "os incitava a perturbar os meetings republicanos dando-lhes sempre fuga quando eram apanhados."
O escritor Osvaldo Orico tinha outra visão da Guarda Negra. Para ele a formação se deu pela inspiração de seu líder José do Patrocínio, baseando no seu histórico de luta pela abolição da escravidão no Brasil. Porém na sua visão da Guarda possuía um mecanismo ambíguo: ao mesmo tempo que a instituição lutava contra o crescimento do movimento republicano tecia-lhes argumentos para combater as instituições imperiais, aumentando a pressão dos adversários da monarquia.
Conforme o relato de testemunhas oculares da época os membros da guarda dissolviam comícios organizados por políticos republicanos, chegando ao ponto de alguns deles portarem revólveres para segurança pessoal.

### Fim
A principal causa do fim da Guarda Negra foi a Proclamação da República, ocorrida em 15 de novembro de 1889. O regime recém-formado havia criminalizado a capoeira com a criação do Código Penal republicano de 1890 em seu artigo 402, e as elites vinculavam constantemente a Guarda à visão estereotipada em relação ao negro através da capoeira. O novo regime perseguia os membros da guarda e cuja perseguição era liderada pelo chefe de polícia João Batista Sampaio Ferraz. Eles foram detidos e encaminhados a prisão de Santa Cruz para depois serem enviados para um presídio em Fernando de Noronha. O destino final dos membros da guarda é incerto. Existe a teoria de que muitos deles foram admitidos na marinha, que era reconhecidamente monarquista e essa admissão, aliada aos maus tratos, levaram ao episódio da história brasileira conhecida como Revolta da Chibata.

## Diretrizes e Estatuto
Segundo o publicado no periódico Cidade do Rio após a criação do grupo, as diretrizes e o estatuto da instituição eram:
1. Criar uma associação com o fim de opor resistência material a qualquer movimento revolucionário que hostilize a instituição que acabou de libertar o país.
2. Só poderão fazer parte, como seus sócios ativos, os libertos que se comprometerem a obedecer os mandatos de uma Diretoria eleita, por maioria absoluta, em votação que se efetuará em momento oportuno.
3. Poderão ser sócios efetivos unicamente os que considerem o ato memorável do dia 13 de maio, acontecimento digno de admiração geral e não motivo para declarar guerra à humanitária princesa que o realizou.
4. Pedir à Confederação Abolicionista o seu apoio para que esta sociedade se ramifique por todo o império.
5. Pedir à imprensa que participe desse sentimento o seu valioso concurso.
6. E último. Aconselhar por todos os meios possíveis aos libertos do interior que só trabalhem nas fazendas daqueles que não juraram guerrear o 3.º Reinado.

O jornal de José do Patrocício defendia constantemente a Guarda, publicando no dia 5 de janeiro de 1889 uma matéria em que declarava a intenção não-violenta do grupo:  
"É necessário que fique bem claro que essa congregação de homens agradecidos é a conseqüência lógica das bravatas publicadas nos manifestos dos seus exsenhores, e que o fim a que se propuseram, reunindo-se era e é provar ao país que com os seus corpos fazer uma muralha capaz de receber as balas que os neo-republicanos dirijam à sua redentora. É preciso que se saiba bem, que a Guarda Negra se organizou para resistir e não atacar."